# Loloanaa Gido
Loloanaa Gido is een bestuurslaag in het regentschap Nias van de provincie Noord-Sumatra, Indonesië. Loloanaa Gido telt 293 inwoners (volkstelling 2010).